# Qinghai
Qinghai /tʃɪŋˈhaɪ/  (青海; romanizată alternativ ca Tsinghai, Ch'inghai), cunoscută și cu numele de Kokonor, este o provincie fără ieșire la mare din nord-vestul Republicii Populare Chineze. Este a patra provincie ca mărime din China și antepenultima după populație. Capitală și cel mai mare oraș este Xining.
Qinghai se învecinează cu Gansu la nord-est, Xinjiang la nord-vest, Sichuan la sud-est și cu Regiunea Autonomă Tibet la sud-vest. Provincia Qinghai a fost înființată în 1928 în perioada Republicii Chineze și, până în 1949, a fost condusă de lideri militari musulmani chinezi, cunoscuți cu numele de clica Ma. Numele chinezesc „Qinghai” provine de la lacul Qinghai, cel mai mare lac din China. Lacul este cunoscut cu numele de Tso ngon în tibetană și sub numele de Kokonor în engleză, derivat din numele mongol oirat al lacului Qinghai. Atât Tso ngon, cât și Kokonor sunt nume menționate în documentele istorice care descriau regiunea.
Situată în mare parte pe Podișul Tibetan, provincia a fost locuită de multă vreme de un număr de popoare, inclusiv tibetani, mongoli, han (concentrați în capitala provinciei Xining și în apropiere de Haidong), hui, monguori și salari. Conform rapoartelor recensământului din 2021, tibetanii constituie o cincime din populația Qinghai, iar hui formează aproximativ o șesime din populație. Există peste 37 de grupuri etnice recunoscute în rândul populației de 5,6 milioane din Qinghai, minoritățile naționale reprezentând 45,5% din populație.
Zona Qinghai era controlată de dinastia chineză Qing de origine manciuriană din 1724, după victoria lor asupra mongolilor khoshut, care controlau cea mai mare parte a Qinghai de astăzi. După răsturnarea dinastiei Qing în 1912, Qinghai a nimurit sub controlul liderului militar musulman chinez Ma Qi până când Expediția de Nord a Republicii Chineze a consolidat controlul central în 1928. În același an de guvernul naționalist a fost înființată provincia Qinghai, cu capitala Xining.

## Orașe
- Xining
- Golmud